# منظومة الإلبيري
منظومة الإلبيري أو تائية الإلبيري هي منظومة شعرية في الحث على طلب العلم و التحلي بالأخلاق الفاضلة، نظمها الشاعر إبراهيم بن مسعود بن سعد التُجيبي والمعروف بأبي إسحاق الإلبيري، المتوفًّى سنة 460 هـ.
اشتمل النظم على الكثير من الحكم والمواعظ والتذكير بالموت، وبيان حال الدنيا وأهمية العلم. وتحظى المنظومة بالعناية من قبل طلاب العلم، وحث الشيوخ الطلاب على حفظها.
يدور موضوع المنظومة حول مجموعة نصائح يقدمها الشاعر لابنه أبي بكر حيث يحدثه عن: ضياع العمر، والاقتراب من الموت، والانخداع بالدنيا، ويدعوه للأخذ من العلم النافع، ويقصد الشاعر بالعلم النافع العلم الشرعي، كما يدعوه أيضًا بالعمل بالعلم الذي تعلمه وذلك بقوله:
نص المنظومة:-
| تَـفُـتُّ فـؤادكَ الأيـامُ فَتَّا    |  | وتَنْحِتُ جِسمَكَ الساعاتُ نَحتا      |
| وتَدْعُوكَ المنونُ دُعاءَ صِدقٍ      |  | ألا يا صاحِ : أنتَ أريدُ ، أنتا |
| أراكَ تُـحِبُ عِرساً ذات غَدرٍ      |  | أبـتَّ طَـلاقـها الأكياسُ بَتَّا    |
| تـنامُ الدهرَ ويحكَ في غطيطٍ    |  | بِـهـا حَـتى إذا مِتَّ انتبهتا    |
| فـكـم ذا أنتَ مَخدوعٌ وحتى     |  | مَـتى لا ترعوِي عَنها وحَتى      |
| أبـا بـكـرٍ دَعَوْتُكَ لو أَجَبتا   |  | إلـى مـا فيه حَظُّكَ إن عَقَلْتا    |
| إلـى عـلـمٍ تكونُ به إماماً    |  | مُـطاعاً إن نَهَيتَ وإنْ أَمَرْتَا     |
| ويجلو ما بعينك مِنْ عَشَاها     |  | ويـهْـديكَ السبيلَ إذا ضَلَلْتَا    |
| وتَـحملُ مِنهُ في نادِيكَ تاجاً    |  | ويـكسوكَ الجمالَ إذا اغتربتا   |
| يَـنَـالُـكَ نَفعُهُ ما دُمْتَ حَيا    |  | ويَـبـقى ذُخْرُهُ لكَ إنْ ذَهَبتا     |
| هُوَ العَضْبُ المُهنَّدُ ليسَ يَنبُو    |  | تُـصِيبُ بِهِ مَقاتلَ مَنْ ضَربتا      |
| وكَـنـزٌ لا تخافُ عليهِ لِصاً     |  | خَفيفُ الحملِ يُوجدُ حيثُ كنتا     |
| يَـزيـدُ بِـكَثرَةِ الإنفاق منهُ   |  | ويـنـقـصُ إن بهِ كفاً شَدَدْتا     |
| فـلو قد ذُقْتَ من حلواه طَعماً   |  | لآثَـرْتَ الـتـعلُّمَ واجتهدتا     |
| ولـمْ يَشغلكَ عنهُ هَوىً مُطاعٌ     |  | ولا دُنـيـا بِـزُخْـرُفِها فُتِنتا   |
| ولا ألـهاكَ عنهُ أنيقُ رَوْضٍ     |  | ولا خِـدْرٌ بِـرَبْـرَبِـهِ كَلِفتا     |
| فَـقوتُ الروحِ أرواحُ المعاني   |  | وليس بأنْ طَعِمتَ وأن شَرِبْتا      |
| فـواظِـبـهُ وخـذ بالجدِّ فيهِ    |  | فـإنْ أعـطـاكَـهُ اللهُ أخذْتا    |
| وإنْ أُوتـيـتَ فِيهِ طَويلَ باعٍ    |  | وقـال الـناسُ إنَّكَ قد سبقتا    |
| فـلا تـأمـنْ سُؤالَ اللهِ عنهُ   |  | بتوبيخٍ : عَلِمتَ فهل عَمِلْتا ؟    |
| فـرأسُ الـعِلمِ تَقوى اللهِ حقاً  |  | ولـيس بأن يُقال : لقد رأستا   |
| وَضافي ثوبِكَ الإحسانُ لا أنْ    |  | تُـرى ثَوبَ الإساءةِ قد لَبِستا    |
| إذا مـا لـم يُفِدْكَ العِلمُ خيراً |  | فـخـيرٌ منهُ أن لو قد جَهِلتا    |
| وإنْ ألـقَـاكَ فَهْمُكَ في مهاوٍ    |  | فـلـيـتكَ ثُمَّ ليتكَ ما فَهِمتا    |
| ستجني من ثمار العجزِ جَهلاً    |  | وتَصْغُرُ في العيونِ إذا كَبِرتا    |
| وتُـفـقَدُ إن جهِلتَ وأنتَ باقٍ    |  | وتُـوجَدُ إن عَلِمْتَ وقدْ فُقِدتا     |
| وتَـذكـرُ قَولتي لكَ بعدَ حِينٍ    |  | وتَـغـبِـطها إذا عَنها شُغِلتا    |
| لَـسوفَ تَعَضُّ من نَدَمٍ عليها      |  | ومـا تـغني الندامةُ إن نَدِمتا  |
| إذا أبصرتَ صَحْبَكَ في سماءٍ      |  | قـد ارتفعوا عليك وقد سَفَلْتَا   |
| فَـراجِعها ودَعْ عنك الهوينى    |  | فَـما بالبُطـءِ تُدرِكُ ما طَلَبتا   |
| ولا تـحـفلْ بمالِكَ والهُ عنهُ   |  | فـلـيـسَ المالُ إلاّ ما عَلِمتا   |
| وليسَ لِجاهلٍ في الناس مَعنىً    |  | ولـو مُـلكُ العراقِ لهُ تأّتَّى     |
| سـينطقُ عنكَ عِلمكَ في نديٍ      |  | ويُـكتبُ عَنكَ يوما إنْ كتبتا     |
| ومـا يُـغنيكَ تشييدُ المباني   |  | إذا بـالـجهل نَفْسَكَ قد هَدَمْتا   |
| جَعَلْتَ المالَ فوقَ العِلمِ جهلاً   |  | لَـعَمْرُكَ في القضيةِ ما عَدَلْتَا    |
| وبـيـنهما بِنَصِّ الوَحيِ بونٌ     |  | سَـتَـعلمُهُ إذا ( طه ) قَرأتا    |
| لـئـن رفعَ الغنيُّ لواءَ مالٍ    |  | لأنـت لـواء عِلْمِكَ قد رفعتا    |
| وإن جلسَ الغنيُّ على الحشايا   |  | لأنتَ على الكواكب قد جلستا    |
| وإن ركـبَ الجِيادَ مُسَوَّماتٍ      |  | لأنـت مـناهِجَ التقوى ركبتا    |
| وَمَـهما افتضَّ أبكار الغواني   |  | فكمْ بِكْرٍ منَ الِحكم افْتَضَضْتَا     |
| ولـيـسَ يضرُّكَ الإقتارُ شيئاً    |  | إذا مـا أنـتَ ربَّكَ قدْ عَرَفْتَا    |
| فـمـاذا عِندهُ لكَ مِنْ جميلٍ     |  | إذا بِـفِـنـاءِ طـاعَتِه أنختا    |
| فقابلْ بالقبولِ صَحيْحَ نُصحي     |  | فإن أعرضتَ عنه فقد خَسِرتا      |
| وإن راعـيـتَـهُ قولاً وفِعلاً    |  | وتـاجـرْتَ الإلـه بهِ رَبِحْتَا     |
| فـلـيـستْ هذِهِ الدنيا بِشيءٍ    |  | تَـسُـوؤكَ حِـقْبَةً وتَسُرُّ وَقتا      |
| وغـايَـتُـها إذا فكَّرْتَ فيها    |  | كَـفَيئِكَ أو كَحُلْمِكَ إن حَلَمْتا     |
| سُـجِنْتَ بِها وأنتَ لها مُحِبٌ      |  | فـكـيفَ تُحِبُّ ما فيه سُجِنتا      |
| وتُطعِمُكَ الطَّعامَ وعن قريبٍ      |  | سـتَطْعَمُ منك ما مِنها طَعِمْتا     |
| وتَـعـرى إنْ لبِستَ لها ثِياباً   |  | وتُـكـسى إنْ ملابسها خَلَعْتا     |
| وتـشـهـدُ كلَّ يومٍ دفنَ خِلٍ      |  | كـأنـكَ لا تُـراد بِما شَهِدتا    |
| ولـمْ تُـخْلَق لِتَعْمُرَها ولكن     |  | لِـتَـعْـبُـرها فَجِدَّ لِما خُلِقتا    |
| و إن هُدمت فزدها انت هدما    |  | و حصن امر دينك ما استطعت     |
| ولا تحزن على ما فات منها    |  | إذا مـا أنت في أُخراكَ فُزتا    |
| فـلـيـس بنافعٍ ما نِلتَ فيها   |  | مِنَ الفاني ، إذا الباقي حُرِمتا |
| ولا تضحك مع السفهاءِ لَهواً    |  | فإنكَ سوفَ تبكي إن ضَحِكتا       |
| وكيفَ لك السُّرورُ وأنتَ رَهْنٌ     |  | ولا تَـدري أَتُـفْدى أم غَلِقْتا    |
| وسَـلْ من ربك التوفيق فيها    |  | وأخلصْ في السؤالِ إذا سألتا    |

| ونـادِ إذا سـجدتَ لهُ اعترافاً |  | بـمـا ناداهُ ذو النُّون بنُ مَتّى |
| ولازِم بـابَـهُ قـرعـاً عَسَاهُ   |  | سـيـفـتحُ بابَهُ لكَ إن قَرَعتا   |
| وأَكْـثِرْ ذكرَهُ في الأرضِ دَأباً  |  | لِـتُـذْكَرَ في السماءِ إذا ذَكَرتا |
| ولا تـقـل الـصِّبا فيه مجالٌ  |  | وفـكـرْ كـمْ صغيرٍ قد دفنتا    |
| وقُـلْ لي يا نَصيحُ لأنت أولى  |  | بِـنُصْحِكَ لو بِعقلكَ قد نَظَرتا    |
| تُـقـطعني على التفريط لَوْماً  |  | وبـالـتفريط دهركَ قد قطعتا   |
| وفـي صِغري تُخَوِّفني المنايا   |  | ومـا تجري بِبالك حين شِختا    |
| وكـنتَ مع الصِّبا أهدى سبيلاً  |  | فـمـا لك بعدَ شيبكَ قد نُكِستا  |
| وها أنا لم أخُضْ بحرَ الخطايا |  | كـمـا قد خُضتَهُ حتى غَرِقتا     |
| ولـم أشـربْ حُـمَـيا أم دَفرٍ   |  | وأنـت شـربتها حتى سَكِرتا     |
| ولـم أحـلـلْ بـوادٍ فيه ظُلمٌ  |  | وأنـت حـلـلتَ فيه وانهملتا   |
| ولـم أنـشـأْ بِعَصْرٍ فيه نَفعٌ   |  | وأنـتَ نـشأتَ فيه وما انتفعتا |
| وقـد صـاحبتَ أعلاماً كِباراً   |  | ولـم أرك اقتديت بمن صَحِبتا   |
| ونـاداك الـكِـتابُ فلم تُجِبهُ  |  | ونـهْـنهَكَ المشيبُ فما انتبهتا |
| لَـيَـقبحُ بالفتى فِعل التصابي |  | وأقـبـحُ مـنهُ شيخٌ قد تفتى    |
| فـأنـت أحـقُّ بـالتفنيد مِني  |  | ولـو سكتَ المسيءُ لما نطقتا   |
| ونَـفـسَـكَ ذُمّ لا تذممْ سِواها  |  | بِـعـيبٍ فهي أجدرُ مَنْ ذَممتا    |
| فـلـو بكت الدِّما عيناك خوفاً |  | لِـذنـبـكَ لم أقلْ لك قد أمِنتا |
| ومَـنْ لـكَ بالأمانِ وأنت عَبدٌ  |  | أُمِـرتَ فما ائتمرت ولا أطعتا  |
| ثَقُلتَ من الذنوبِ ولست تَخشى   |  | لِـجـهلكَ أن تَخِفَّ إذا وُزِنتا    |
| وتُشفقُ للمُصرِ على المعاصي    |  | وتَـرحَمُهُ ، ونفسكَ ما رحمتا    |
| رجعتَ القهقرى وخَبطتَ عشوا    |  | لعمركَ لو وصلتَ لما رَجعتا !   |
| ولـو وافـيتَ ربكَ دون ذنبٍ    |  | ونـاقـشكَ الحِسابَ إذا هَلِكتا   |
| ولـم يـظلمك في عملٍ ولكن    |  | عـسـيـرٌ أن تقوم بما حملتا   |
| ولو قد جئتَ يومَ الفَصْلِ فرداً  |  | وأبـصـرتَ المنازلَ فيه شتى    |
| لأعْـظـمـتَ الندامةَ فيه لهفاً |  | عـلى ما في حياتك قد أضعتا   |
| تَـفِـرُّ مـن الـهجيرِ وتتقيه   |  | فـهـلاَّ عن جهنم قد فررتا ؟   |
| ولـسـت تطيق أهونها عذاباً   |  | ولـو كـنـتَ الحديد بها لذُبتا |
| فـلا تـكـذبْ فإن الأمر جِدُّ   |  | ولـيس كما احتسبتَ ولا ظننتا  |
| أبـا بـكـرٍ كشفت أقل عيبي   |  | وأكـثـرهُ ومُـعـظمهُ سَترتا     |
| فقل ما شئت فيِّ من المخازي   |  | وضـاعِـفـها فإنك قد صَدقتا    |
| ومـهـما عِبتني فلِفرْطِ عِلمي   |  | بـبـاطـنـتي كأنك قد مدحتا   |
| فـلا ترضَ المعايبِ فهي عارٌ   |  | عـظـيمٌ يورثُ الإنسان مقتا    |
| وتـهـوي بالوجيه مِن الثريا  |  | وتُـبْـدِلُـهُ مكان الفوق تحتا   |
| كـما الطاعات تنعلك الدراري |  | وتـجـعلك القريبَ وإن بَعُدتا   |
| وتـنشر عنك في الدنيا جميلاً |  | فـتُـلـفى البَرَّ فيها حيثُ كُنتا |
| وتـمـشي في مناكبها كريماً   |  | وتـجني الحمد مما قد غَرستا   |
| وأنـتَ الآن لـم تُعرف بِعابٍ   |  | ولا دنـسـتَ ثـوبكَ مُذْ نَشأتا   |
| ولا سـابـقتَ في ميدان زورٍ   |  | ولا أوضـعْـتَ فيهِ ولا خببتا   |
| فـإن لـم تَـنأ عَنْهُ نَشِبْتَ فيه |  | ومـن لك بالخلاص إذا نَشِبتا   |
| ودَنَّـسَ مـا تَطهر منك حتى     |  | كـأنـك قـبل ذلك ما طهرتا    |
| وصـرت أسيرَ ذَنْبِكَ في وَثاقٍ    |  | وكـيفَ لك الفكَاك وقد أُسِرتا   |
| وخفْ أبناء جِنسكَ واخشَ منهم   |  | كما تخشى الضراغِمَ والسَّبتنى   |
| وخـالـطـهم وزايلهم حِذاراً   |  | وكـنْ كـالـسامري إذا لَمستا   |
| وإن جَـهِلوا عليك فقل سلاماً  |  | لـعـلك سوف تسلم إن فعَلتا    |
| ومَـنْ لك بالسلامةِ في زمانٍ   |  | يـنـالُ العُصْمَ إلا إن عُصِمتا   |
| ولا تـلـبـثْ بحيٍّ فيه ضَيْمٌ    |  | يُـمـيـتُ القلبَ إلا إن كُبِلتا  |
| وغَـرِّبْ فـالـغريبُ له نَفاقٌ    |  | وشـرِّقْ إن بِـرِيقكَ قد شرقتا    |
| ولـو فـوقَ الأميرِ تَكُونُ فِيها |  | سُـمُـواً وافـتخاراً كنت أنتا   |
| وإن فـرقـتها وخرجتَ مِنها    |  | إلـى دار الـسـلام فقد سَلِمتا |
| وإن كـرَّمـتها ونظرتَ منها    |  | بـإجـلالٍ فـنـفسكَ قد أهنتا   |
| جـمعت لك النصائحَ فامتثلها  |  | حياتك ؛ فهي أفضل ما امتثلتا |
| وطـولـتُ العتابَ وزِدتُ فيهِ    |  | لأنـك فـي الـبطالةِ قد أطلتا |
| فـلا تأخذ بتقصيري وسَهوي    |  | وخـذْ بوصيتي لك إن رَشَدتا     |
| وقـد أردَفـتـهـا ستاً حِساناً  |  | وكـانـت قـبلُ ذا مِئةٍ وستا    |

## شروح المنظومة
تعددت شروح المنظومة في المساجد، وذلك على هيئة شروح صوتية، ويرجع ذلك لكون المنظومة سهلة المفردات، وتُأخذ في التعليم الشرعي كمقدمة قبل البدء في التعلم، وكما أنه يتواجد بعض الشروح المكتوبة للمنظومة.